# Fernande Saint-Martin
Fernande Saint-Martin, née à Montréal le  28 mars 1927 et morte le 11 décembre 2019, à Sainte-Agathe-des-Monts, est une écrivaine, journaliste, poétesse, essayiste, professeure, théoricienne de l'art et critique d'art québécoise.

## Biographie
Elle est la fille du Dr Théo Saint-Martin, médecin hygiéniste et la petite-fille d'Albert Saint-Martin (1865-1947), socialiste québécois et notamment fondateur de l'Université ouvrière. 
Après 5 ans de concubinage, elle se marie en 1958 avec le peintre Guido Molinari avec qui elle aura une fille, Claire et un fils, Guy.
Puis dirige le Musée d'art contemporain de Montréal de 1972 à 1977.
Elle a été présidente de l'Association internationale de sémiotique visuelle de 1992 à 1994.
En 2012, Fernande Saint-Martin est professeure associée au Département d'Histoire de l'art de l'UQAM, où elle a enseigné sur une base régulière jusqu'en 1997.

## Œuvre

### Poésie
- La Fiction du réel : poèmes 1953-1975, Montréal, Éditions de l'Hexagone, 1985
- Marouflée la langue : dessins et poèmes, Montréal, L'Actuelle, 1998

### Essais
- La Littérature et le Non-verbal : essai sur la langue, Montréal, Édition d'Orphée, 1958 ; réédition, Montréal, Typo, 1994
- La Femme et la Société cléricale, Montréal, Mouvement laïque de langue française, 1967
- Structures de l'espace pictural, Montréal, HMH, 1968 ; réédition, Montréal, Bibliothèque québécoise, 1989
- Samuel Beckett et l'Univers de la fiction, Montréal, Presses de l'Université de Montréal, 1976
- Les Fondements topologiques de la peinture : essai sur les modes de représentations de l'espace, à l'origine de l'art enfantin et de l'art abstrait, Montréal, HMH, 1980 ; réédition, Montréal, Bibliothèque québécoise, 1989
- Sémiologie du langage visuel, Sillery, Presses de l'Université du Québec, 1987
- La Théorie de la Gestalt et l'Art visuel : essai sur les fondements de la sémiotique visuelle, Sillery, Presses de l'Université du Québec, 1990
- Le Sens du langage visuel : essai de sémantique visuelle psychanalytique, Québec, Presses de l'Université du Québec, 2007
- L'Immersion dans l'art : comment donner sens aux œuvres de 7 artistes : le Maître de Flémalla, O. Leduc, Magritte, Mondrian, Liechtenstein, Rothko, Molinari, Québec, Presses de l'Université du Québec, 2010

### Catalogues d'expositions
- ARTFEMME'75 : Une exposition d'œuvres de femmes, Montréal, Centre Saidye Bronfman / Musée d'art contemporain de Montréal / Galerie Powerhouse / YMCA, 1975

## Honneurs
- 1974 - Membre de l'Académie des lettres du Québec
- 1982 - Membre de la Société royale du Canada
- 1988 - Officier de l'Ordre du Canada
- 1988 - Prix André-Laurendeau
- 1989 - Prix Molson